# Libor Hrdlička
Libor Hrdlička (Bratislava, 2 januari 1986) is een Slowaakse profvoetballer die als doelman bij AS Trenčín speelt.